# Realismo poetico
Il realismo poetico è una corrente cinematografica che si sviluppa nella Francia degli anni trenta. Il movimento ebbe una grandissima influenza sul futuro e in molti paesi, ponendo le basi per la nascita del cinema moderno.

## Storia
Il realismo poetico nacque come diretto erede delle avanguardie francesi degli anni venti, con alcuni autori contemporanei ai movimenti sperimentali, ma più fedeli al cinema narrativo, tanto caro al pubblico. Le nuove opere svilupparono una narrazione "poetica", arricchendosi di alcuni degli elementi scoperti nelle sperimentazioni del decennio precedente. Questa corrente fu legata anche al clima politico della stagione del "Fronte popolare", un'alleanza fra comunisti, socialisti e repubblicani.

## Caratteristiche
Uno degli elementi più tipici del realismo poetico è la manipolazione soggettiva delle inquadrature, cioè il mostrare con la soggettiva non solo quello che il personaggio in quel momento vede ("soggettiva contenutistica"), ma anche il sentimento che sta provando, lo stato d'animo ("soggettiva stilistica"). Così nasce una visione più psicologica e sentimentale, che coinvolge ancora di più lo spettatore: la visione di un ubriaco diventa traballante e sfuocata, quella di chi corre in automobile sarà veloce e sfuggente, quella di un personaggio triste vedrà le cose amate lontane e irraggiungibili, ecc.
Le vicende che i registi rappresentano sono ambientate nei quartieri di periferia e gravitano attorno a figure quali malviventi, operai, disertori ecc, che rimandano tutte all'idea di "eroe tragico", destinato a essere sconfitto dal fato prima ancora che da una società ingiusta.

## I protagonisti

### Abel Gance
Uno dei primi autori ascrivibili in parte al movimento fu Abel Gance, per il suo uso della soggettiva stilistica, come figura poetica privilegiata. Nel film La roue (1923) riproduce una corsa del treno montando inquadrature frenetiche di dettagli della locomotiva (leve, stantuffi, vapore), dando allo spettatore uno straordinario senso di velocità. Ancora di più nel suo capolavoro Napoléon (1927) sono usati effetti soggettivi, come la divisione dello schermo in dodici inquadrature contemporanee, che mostrano altrettante azioni diverse e rappresentano una sfida allo spettatore a guardare le dodici soggettive contemporaneamente, esaltando il pensiero di Napoleone che le seguiva tutte.

### Marcel L'Herbier
Anche Marcel L'Herbier anticipò l'estetica del realismo poetico. Nel film L'inhumaine (1924), mostra una soggettiva del paesaggio visto da un'auto in corsa, dove tutto è deformato dalla velocità, con lo schermo diviso in due parti (split screen) a raffigurare la visione che scorre sui due lati dell'automobile.

### Jean Epstein
Jean Epstein creò una sintesi tra veduta oggettiva e soggettiva, con un'attenzione al paesaggio che andò sotto il nome di impressionismo cinematografico. Nel film Cuore fedele (1923) è famosa l'inquadratura del volto della protagonista sovrimpresso sullo sfondo del mare, come un sogno ad occhi aperti dell'innamorato. La scena finale dei due amanti che volano nella giostra è montata con una serie di soggettive che venne ripresa anche da Alfred Hitchcock in Delitto per delitto. Nel film La caduta della casa Usher (1928), usò un leggerissimo ralenti, quasi impercettibile, che dà una sensazione di malessere incomprensibile, come se la realtà fosse uno strano sogno.

### Jean Vigo
Jean Vigo fu il regista che raggiunse il miglior equilibrio tra avanguardia e tradizione, con grandi risultati sia nella poetica che nella narrativa dei suoi film. Le inquadrature sono spesso sia realistiche e oggettive, sia fantastiche e soggettive: le avanguardie infatti aprono nuove finestre, ma "le mura" della casa dove aprirle è il cinema tradizionale stesso. La poesia ha quindi il compito di creare di inventare nuovi effetti e visioni, ma la tradizione deve ordinarli e conferire loro un senso.
Inoltre Vigo riuscì a produrre da solo i suoi film, con pochissimi mezzi, senza scenografie e girando sempre in ambienti reali, con una cinepresa a passo ridotto (16 mm). Nella sua breve esistenza (morì a soli 29 anni di tubercolosi) girò almeno due film significativi, Zéro de conduite (1932) e, soprattutto, L'Atalante (1934). Nel primo racconta la vita in un collegio di alunni e professori, con tanti piccoli grandi episodi, che riescono a evocare con poeticità i temi dell'infanzia e dei rapporti con gli adulti; ralenti, cartoni e altri trucchi sono inseriti tra le scene dal vero, creando una dimensione extra-reale.
Ne L'Atalante, vero cine-poema, si esplorano i temi del viaggio, dell'amore e della solitudine. Due giovani sposi vivono su un barcone (l'atalante del titolo) e i loro caratteri si scontrano inevitabilmente. Juliette, la ragazza, scappa per vedere Parigi e Jean, l'uomo, non sa dove cercarla e arriva a buttarsi nel fiume, dove ha una famosa visione di lei in abito da sposa (uno dei "sogni ad occhi aperti" più celebri del cinema). Allora il vecchio marinaio Jules riesce a capire dov'è "la padrona" e va a prenderla in città, trovandola e riportandola indietro, senza dire una parola: anche lei è contenta finalmente di tornare al sicuro. Il film si sofferma quindi sui problemi legati al bisogno di libertà e il bisogno di legami, raccontati per sottrazione, cioè con uno stile molto semplice e per questo universale. Anche le immagini più comuni della vita quotidiana assumono un'aria fantastica.

### Jean Renoir
Jean Renoir è assimilabile al realismo poetico, ma la sua opera va anche oltre questo movimento e contribuisce alla fondazione del cinema moderno. Già con Nanà del 1926 riesce a creare un'eroina in carne ed ossa, che emerge con una sensualità ancora inedita al cinema. Nel 1936 gira Una gita in campagna, una metafora della vita dove due giovani si incontrano in una scampagnata e dopo un unico bacio sono allontanati inesorabilmente e per sempre dal destino. Ancora più importanti sono La grande illusione (1937) e La regola del gioco (1939), dove emerge un senso tragico dato anche dalla vitalità dei personaggi, che appaiono in carne ed ossa nella pienezza della loro consistenza fisica e sensuale.
Riguardo alla tecnica Renoir usò lunghe inquadrature in movimento ma senza stacchi (piano-sequenza), che comprendevano un intero episodio, e recuperò la profondità di campo usando vecchi obiettivi di fabbricazione Lumiére. Con questi accorgimenti la ripresa acquisiva una forte carica soggettiva, imitando lo sguardo di uno spettatore casuale, come se passasse di lì calandosi nella storia. Le conseguenze sono l'identità temporale tra scena e fatto (cioè la scena dura esattamente quanto l'azione filmata), l'unità di spazio, cioè uno spazio ben definito dove si ha l'illusione di entrare, e la presenza di un fuori campo, cioè la sensazione che una parte della storia si svolga fuori dall'inquadratura (ad esempio quando i personaggi parlano ma non sono inquadrati), creando un "effetto-finestra", che permette di avere un fantastico sguardo sul mondo.

### Marcel Carné
Marcel Carné fu un altro maestro del realismo poetico che, come Renoir, ebbe una grande influenza sul cinema italiano e americano successivo. Alcuni suoi film, nati dalla collaborazione col poeta Jacques Prévert, segnano un'originale sospensione tra sogno e realtà, collegando il surrealismo con la narrazione. In film come Il porto delle nebbie (1938) o Alba tragica (Le jour se lève, 1939), le ambientazioni immaginarie (ricostruite in studio) di città immaginarie e desolate, nebbiose, solitarie e popolate come di fantasmi, sono le vere protagoniste, che mettono quasi in secondo piano gli uomini e le storie.
A differenza di Renoir, che girava sempre in esterni, Carné ricostruiva invece la realtà, ottenendo un mondo di sogno o di incubo, sempre sospeso e etereo, come in una fuga dalla realtà. I suoi capolavori sono Hôtel du Nord (1938) e Amanti perduti (1945), dove si ritrovano i temi cari ai surrealisti degli amanti disperati e degli assassini gentiluomini. Inoltre Carné nei suoi film riusciva a sfruttare al meglio le sfumature tra il bianco e il nero delle pellicole, creando vere e proprie "sinfonie della luce e del grigio", dove le sfumature prevalgono sui contrasti.

## Eredità del realismo poetico
Nel realismo poetico, soprattutto maestri quali Vigo, Renoir e Carné, furono considerati come maestri da seguire dopo la seconda guerra mondiale, grazie alla loro dimostrazione di come il realismo potesse essere un'avanguardia, una forma di modernità.
Essi furono studiati a partire dalla generazione successiva di registi, soprattutto francesi (della Nouvelle Vague), italiani (del Neorealismo) e americani. Tra i nomi si possono citare Vittorio De Sica, Cesare Zavattini, Jean-Luc Godard, François Truffaut. La profondità di campo riscoperta da Renoir venne poi ulteriormente sviluppata da Orson Welles, da Roberto Rossellini, Luchino Visconti, Michelangelo Antonioni, Wim Wenders o Abbas Kiarostami. Antonioni in Zabriskie Point (1970) crea sequenze di fuga dal mondo che ricordano molto quelle di Carné.
Secondo gli studi di semiologia del cinema più recente, invece, la parola realismo è attribuibile sia a «film realizzati con pretese di realismo - cioè che attuano un processo di imitazione pedissequa e minuziosa della realtà - sia a quelli che, pur non raccontando la verità dei fatti, narrano qualcosa di credibile e plausibile». Per realtà s'intende l'insieme delle percezioni della maggioranza degli esseri umani o, in altre parole, «la realtà così com'è concepita dalla maggior parte delle persone».